# Lethades lapponator
Lethades lapponator är en stekelart som beskrevs av Hinz 1976. Lethades lapponator ingår i släktet Lethades och familjen brokparasitsteklar. Arten är reproducerande i Sverige. Inga underarter finns listade i Catalogue of Life.